# 烟灰蛸
烟灰蛸（学名：Grimpoteuthis umbellata）为古氏蛸科烟灰蛸属底下的动物。分布于新几内亚、阿尔古滩、加那利群岛、亚速尔群岛、加斯科尼湾、辛格斯比斯深渊，包括南海等海域，生活环境为海水，多栖息于水深超过1000米的大陆坡下区。其生存的海拔范围为-5270至-1000米。该物种的模式产地在西非。過去被分類在鬚蛸科。